# Dahir
Pour les articles homonymes, voir Décret royal.
 (avril 2025).
Si vous disposez d'ouvrages ou d'articles de référence ou si vous connaissez des sites web de qualité traitant du thème abordé ici, merci de compléter l'article en donnant les références utiles à sa vérifiabilité et en les liant à la section « Notes et références ».

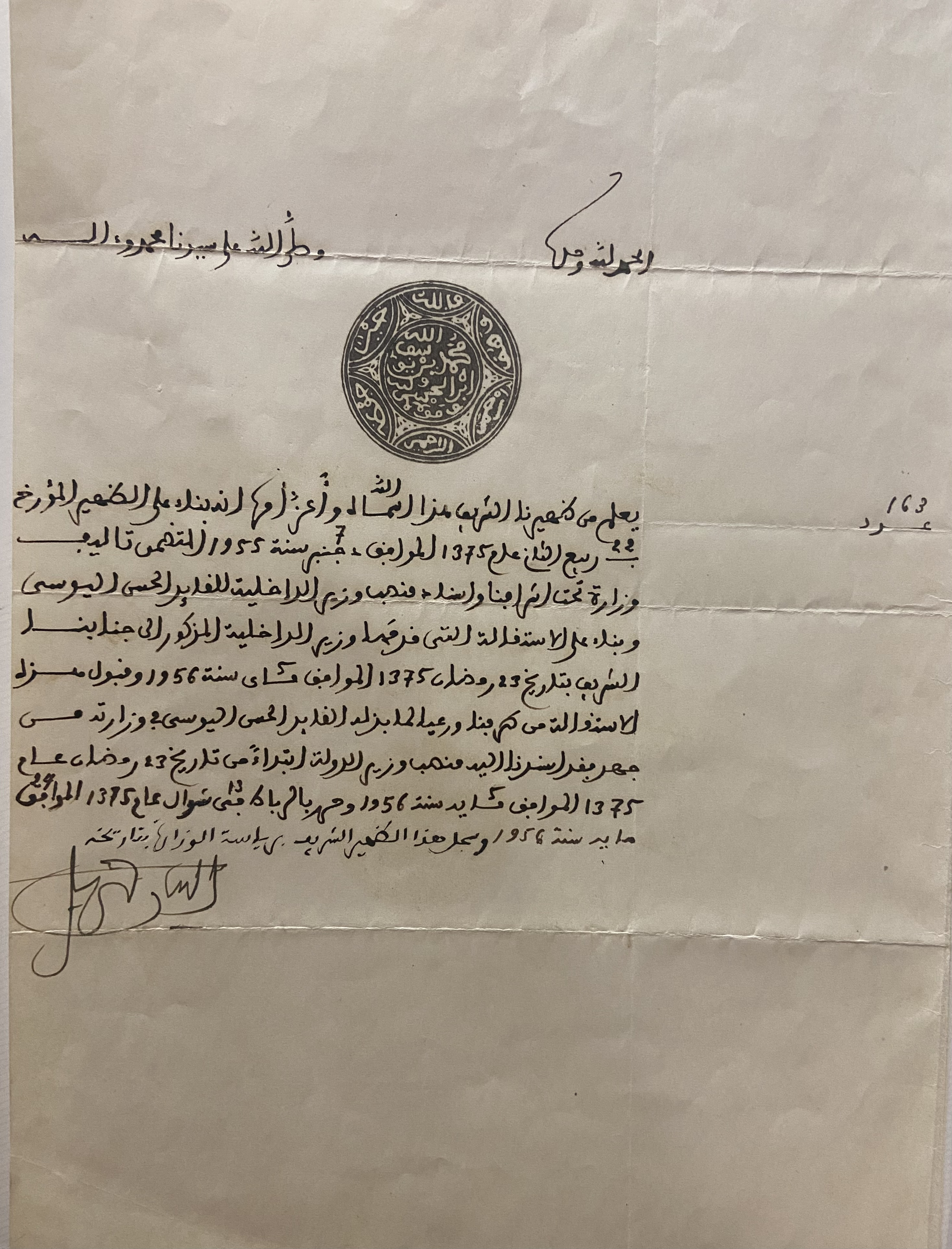
Dahir de nomination d'un ministre signé par Mohammed V en 1956.

Un dahir ou dahir chérifien (en arabe : ظهير), au Maroc, est un décret royal.
Dans la législation marocaine, ce terme désigne le sceau du roi apposé sur les textes de lois votés au parlement.
D'autres décrets royaux prennent la nomination dahir, tels que les nominations aux emplois supérieurs.